# Maria Dulce Rudio Soares
Maria Dulce Rudio Soares (Fundão, 28 de novembro de 1950) é uma professora e política brasileira. Atualmente é prefeita no município de Fundão, Espírito Santo, onde já foi vereadora e prefeita.
Licenciada em História, foi eleita vereadora pelo PP para o período de 2001 a 2004 com a maior votação para o cargo no pleito de 2000 em Fundão. Em 2004, tendo como candidato a vice-prefeito em sua chapa o ex-prefeito Sebastião Carreta (então no mesmo partido), elegeu-se como prefeita para o período entre 1º de janeiro de 2005 e 31 de dezembro de 2008, derrotando Gilton Luís Ferreira (então no PPS). Candidatou-se pelo PMDB, por meio de recurso, à reeleição contra Marcos Fernando Moraes (PDT) em 2008, sendo derrotada.
Nas eleições de 7 de outubro de 2012, os últimos prefeitos interinos, Anderson Pedroni Gorza (então no PCdoB) e Claydson Pimentel Rodrigues (PSB), juntamente com João Manoel (DEM), candidatos a prefeito para a legislatura 2013-2016, foram derrotados com 37,43% dos votos para a ex-prefeita Maria Dulce, que venceu com a coligação Avançar para Recomeçar, formado pelos partidos PRB/PMDB/PR/PHS), mesmo condenada em primeira instância pelo Tribunal de Justiça do Espírito Santo (TJES) por improbidade administrativa devido a superfaturamento.
Foi condenada também, em dezembro do mesmo ano, a seis anos de prisão em regime semiaberto, e, em maio de 2013, a perder o cargo em exercício e os direitos políticos por cinco anos, em processos do quais ainda recorre. Nesse período, era a pessoa à frente de uma prefeitura com mais processos de improbidade administrativa no Espírito Santo, somando onze ações. Em junho de 2013, teve seus bens bloqueados pela Justiça. Em setembro de 2014, o Tribunal de Contas do Espírito Santo (TCE-ES) determinou que Maria Dulce deveria devolver aos cofres públicos dinheiro devido a gastos sem comprovada finalidade pública.
É casada com Raimundo Soares da Consolação, que exerceu o cargo de vereador por dois mandatos, entre 1º de janeiro de 1993 e 31 de dezembro de 2000.

## Primeiro governo (2005-2008)

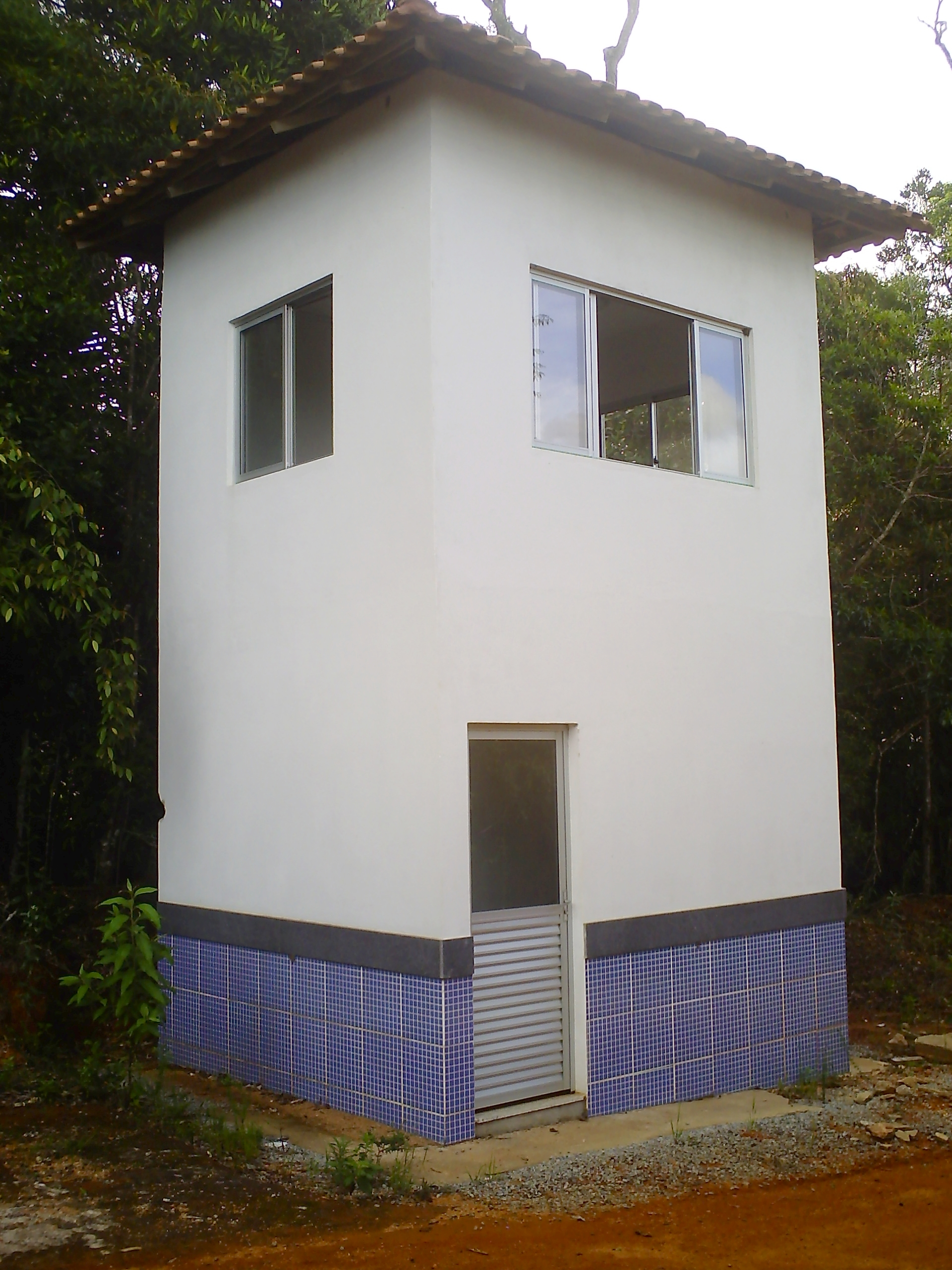
Guarita do Parque Municipal do Goiapaba-Açu, cuja construção teria sido superfaturada.

Em 2006, o Tribunal de Contas do Estado do Espírito Santo julgou prestações de contas de 64 municípios capixabas. Dentre elas, as contas prestadas por Maria Dulce foram julgadas irregulares. Em 21 de novembro de 2006, Enivaldo Euzébio dos Anjos, conselheiro elator do Tribunal de Contas, julgou irregulares atos de responsabilidade da então prefeita Maria Dulce no seu primeiro ano de gestão, em 2005.
A partir de 2008, último ano de seu mandato de prefeita, Maria Dulce Rudio Soares foi acusada em uma série de ações civis públicas e denúncias do Ministério Público do Espírito Santo por suspeitas de nepotismo, improbidade administrativa, compra de votos, superfaturamento, contrato de empresa sem licitação, promoção pessoal em publicação da prefeitura e formação de quadrilha.
Ainda em seu primeiro mandato de prefeita, Maria Dulce recebeu ações civis públicas e denúncias pelo Ministério Público do Espírito Santo (MPES) em 2008, que se estenderam por 2009. Antes das eleições municipais de 2008, o MPES apresentou quatro ações civis, sendo uma por nepotismo e três por improbidade administrativa.
Quanto à improbidade administrativa, Maria Dulce foi acusada pelo MPES de superfaturar a construção de uma guarita no Parque Municipal do Goiapaba-Açu no valor de R$ 38 mil. Haveria também irregularidades na compra de cartuchos de impressora e toners remanufaturados, em cujo processo a prefeita foi absolvida em segunda instância e os demais acusados, condenados. Um funcionário público municipal teria usado uma agente de saúde e estudante de Santa Teresa como laranja para participar da licitação. Alertada dos riscos de licitar enquanto tinha uma bolsa de faculdade, a própria agente denunciou o esquema. Uma ligação telefônica entre os dois dava conta de que a prefeita tinha conhecimento do caso. Na ocasião, Maria Dulce não falou sobre esta acusação. Ainda em 2008, uma empresa de limpeza urbana teria sido contratada irregularmente pela prefeitura por R$ 127 mil mensais.
Também foi denunciado pelo MPES um convênio em que a Prefeitura Municipal de Fundão transferiu R$ 10.800,00 à Fundação Pastor Homero Pereira Ramos de Assistência Social de Fundão, supostamente para o custeio de eventos religiosos acobertados por leis municipais. No caso, Maria Dulce foi absolvida na primeira e na segunda instância.
No mesmo ano, a festa de aniversário de emancipação do município teve a data adiantada para coincidir com a convenção de seu partido em Fundão, realizada próxima ao palco principal da festa, que não chegou a acontecer O juiz Gedeon Rocha Lima Júnior considerou "Absurdo, inacreditável e audacioso [...]". A prefeita disse na época não se manifestar antes de contactar seus assessores jurídicos.
| “ | [...] obviamente guardadas as proporções, a atitude da Srª Prefeita de alterar o calendário instituído se assemelha ao do tirano romano Julius César [sic] | ” |

Durante a campanha eleitoral de 2008, a candidata à reeleição foi acusada de distribuir cestas básicas em troca de votos, o que resultou em momentânea cassação de sua candidatura e da de seu vice, Sebastião Carreta. Em 22 de agosto, nove cestas foram encontradas em seu comitê eleitoral pela Polícia Civil do Estado do Espírito Santo e duas mulheres foram presas, sendo uma a secretária de Administração da prefeitura e a outra dona da casa onde funcionava o comitê que teria confessado o esquema à Polícia. O juiz eleitoral Gedeon Rocha Lima ouviu vinte testemunhas do caso em 10 de setembro e, no dia 23, cassou as candidaturas de Maria Dulce e Sebastião Carreta, ordenou aos dois pagamento de R$ 50 mil de multa e, à secretária e à dona da casa do comitê, aplicou multa de R$ 1 mil. Na sentença da Justiça Eleitoral, o juiz Gedeon Rocha Lima Júnior disse:
| “ | [...] é inegável a captação de sufrágio praticado pela prefeita candidata à reeleição, com participação dos demais representados. Compra de voto exteriorizada em sua forma mais repugnante, qual seja, a exploração da fome do eleitor. | ” |

Ao portal Terra, Maria Dulce afirmou que se defenderia das acusações de compra de votos, pois a distribuição das cestas faria parte havia dois anos de um programa da prefeitura. Já ao portal Folha Vitória, a candidata disse não ter nenhum envolvimento com distribuição de cestas básicas. Em 24 de setembro, funcionários da TV Vitória procuraram Maria Dulce para se defender das recentes acusações. Ao fecharem uma das portas da prefeitura para fotografarem o brasão de Fundão nela gravado, os enviados da emissora foram ofendidos e ameaçados por simpatizantes de Maria Dulce, que também bateram no automóvel da equipe. A prefeita justificou-se, dizendo ter sido informada "Que a equipe de reportagem teria fechado a prefeitura, impedindo o atendimento de quem estava lá." Os empregados da emissora registraram boletim de ocorrência.
No pleito que se seguiu, Maria Dulce, já filiada ao PMDB, foi derrotada por Marcos Fernando Moraes (PDT). Em 2009, Maria Dulce passou a responder por peculato, formação de quadrilha e contratação de empresa sem licitação, além de ter sofrido ação civil por suposta promoção pessoal em periódico de prestação de contas, editado com verbas públicas.

## Segundo governo (2013-)
Em reportagem de maio de 2013, o jornal A Gazeta ressaltou o recorde de ações por improbidade administrativa por prefeitos do Espírito Santo. Maria Dulce defendeu-se alegando se tratam de "denúncias infundadas feitas por políticos da oposição", que o MPES abriu uma ação para cada suposta irregularidade apontada pelo TCE-ES, e que várias das acusações foram arquivadas. Ainda disse que pretende agir "com mais cautela, sem realizar processos emergenciais” e que “tudo terá que caminhar nos trâmites legais, mesmo que isso demande uma maior espera por parte da população".
Em sessão da Câmara Municipal de Fundão em 6 de março de 2014, o vereador Edson Onofre (então no PT) e outros parlamentares protocolaram o requerimento 007/2014, que pediu a instauração de comissão parlamentar de inquérito (CPI) em desfavor de Maria Dulce para investigar a aplicação dos royalties de petróleo no município entre 2005 e 2013. Os vereadores Edson Onofre e Everaldo dos Santos (então vice-presidente da Câmara pelo PSB), justificaram a abertura da CPI por não verem retornos da aplicação do dinheiro dos royalties. Everaldo dos Santos diz que há provas documentais de irregularidades na aplicação dos R$ 60 milhões recebidos por Fundão. Ainda segundo Everaldo dos Santos, a gestão de Maria Dulce é caracterizada pela falta de transparência. Para ele, o dinheiro dos royalties é usado para despesas de custeio, como transporte escolar, shows e contas de telefone, por isso, o destino da verba deveria ser discutido com a população. Por fim, apontou que a CPI investigaria não só Maria Dulce, mas também os outros ex-prefeitos que governaram até 2013. A abertura da CPI foi aprovada por seis votos a cinco e a comissão tem como membros Edson Onofre, Everaldo dos Santos e Ângela Maria Coutinho Pereira (então no DEM). Por nota, Maria Dulce se disse surpresa com a criação da CPI, mas a avaliou como legítima e declarou que estaria à disposição para esclarecimentos, por considerar legais e éticos seus atos como prefeita.
Na mesma sessão em que foi aprovada a instauração da CPI, os vereadores aprovaram alteração ao Regimento Interno que reduz de dois terços para maioria simples a parcela de votos necessários para as providências contra políticos que cometam irregularidades, facilitando, no caso, eventual afastamento da prefeita. Maria Dulce acusou a Mesa Diretora de manobra, mas o vice-presidente da Câmara na época, Everaldo dos Santos, disse que não há relação entre as decisões, sendo essa uma adequação necessária à lei.
| “ | O pedido de alteração do regimento interno antes de votar o requerimento de uma CPI deixa claro que a intenção de alguns vereadores é alterar a lei para os próprios interesses. | ” |

Quatro dias depois, em 10 de março, foi publicado o decreto 138/2014, em que a prefeita suspende a aplicabilidade do parágrafo único e dos incisos do artigo 59 da Lei Orgânica Municipal, que trata do julgamento de infrações político-administrativas, e do caput e dos incisos do artigo 60 da mesma lei, sobre a cassação do prefeito. No decreto, Maria Dulce justifica que tais artigos estão sendo questionados na Justiça estadual e que estes vão de encontro às Constituições Federal e Estadual. Com isso, deixaria de ser infração o prefeito não passar informações à Câmara e ficariam os vereadores proibidos de apreciar denúncias e de instaurar pedidos de cassação. Vereadores concordaram que decretos do Executivo não podem anular artigos da Lei Orgânica, pois esta só pode ser alterada por lei, aprovada pela Câmara. O então vice-presidente da Câmara, Everaldo dos Santos, entendeu que o decreto é um atentado ao Estado de direito e "é letra morta", e que haveria ligação entre o decreto e a CPI aberta, Para Everaldo, a desobrigação de a Prefeitura fornecer documentos dificultaria fiscalizações, mas a CPI continuaria a funcionar e, se a Prefeitura negasse a entrega de documentos, a Justiça seria acionada. O vereador Edson Onofre disse que não entendeu os respaldos da prefeita e que seria preciso analisar o motivo da assinatura do decreto. A vereadora Ângela Maria Coutinho Pereira afirmou que o decreto "Não tem lógica" e não teria validade, e que "Nunca houve bom senso entre a Câmara e a prefeitura; eles acham que o vereador não deve fiscalizar.". Ao portal Folha Vitória, o procurador do município, em nome da prefeita, disse que os artigos apontados no decreto ferem a Constituição Federal, e que o decreto suspende os efeitos dos artigos, mas não os anula. O procurador negou que houvesse relação entre o decreto e a abertura da CPI. Ao jornal A Tribuna, Maria Dulce disse que o decreto não impede a CPI, tratando-se de questões de inconstitucionalidade, e que seu gabinete estaria à disposição de qualquer vereador.
Uma liminar foi concedida pelo juiz Leonardo Teixeira Lopes em 14 de março, suspendendo as alterações no Regimento Interno da Câmara que reduziam o quórum para votações de cassação de prefeito, além de punir em R$ 10 mil por dia em que a decisão judicial for descumprida. O juiz concluiu que a redução no quórum é inconstitucional, que não foi cumprido o prazo para convocação de sessão extraordinária e que não havia para tanto urgência aparente. A prefeita Maria Dulce, através de nota, e o vereador Carlos Augusto Souto Pimentel ressaltaram a eventual inconstitucionalidade das alterações ao Regimento Interno, e o vereador disse que "Estão querendo roubar o cargo da prefeita.". O então vice-presidente da Câmara, Everaldo dos Santos, declarou que não haveria complicação em cumprir a decisão judicial e que a alteração ao Regimento Interno foi feita por haver um entendimento entre os vereadores, sem motivação política.
Em julho de 2017, o Tribunal de Contas do Estado do Espírito Santo (TCE-ES) emitiu parecer prévio pela rejeição das contas de 2014 da prefeitura,sob responsabilidade de Maria Dulce. No mês seguinte, a ex-prefeita foi denunciada ao TCE-ES e ao Ministério Público de Contas (MPC-ES) pelos vereadores Ângela Pereira (PV), Ataídes da Silva (PEN), Daniel Ferreira (PCdoB), Janilton de Carli (PDT) e Sandro Lima (PEN) em função de um suposto novo esquema de desvio de dinheiro público envolvendo empresa de coleta e destinação de lixo, que teria tirado R$ 5 milhões dos cofres da prefeitura de 2013 a 2016 por meio de acréscimo de horas de trabalho com caminhões, despesas da empresa custeadas pela prefeitura e coleta e descarte de lixo hospitalar fora das normas de segurança. Na ocasião, Maria Dulce e o gerente da empresa afirmaram que o contrato estaria de acordo com a lei e o prefeito interino, Eleazar Lopes (PCdoB), que renovou o contrato, não respondeu à imprensa.

## Decisões judiciais
Maria Dulce foi condenada em primeira instância pela Justiça em 23 de abril de 2012, juntos os demais réus no processo, a três anos de inelegibilidade, pagamento de multa e ressarcimento aos cofres públicos, referente ao superfaturamento de cartuchos de impressora e toners. Foi constatado mais tarde o pagamento por 195 cartuchos além dos fornecidos. Em decisão de segunda instância proferida em 4 de março de 2015, Maria Dulce foi absolvida das acusações de participação no caso. No entanto, os outros dois investigados, então funcionários municipais na época investigada, foram condenados à prisão por peculato, fraude em licitação e falsidade ideológica.
Em 17 de dezembro do mesmo ano, Maria Dulce foi condenada, também em primeira instância, a seis anos de prisão em regime semiaberto e a pagar R$ 1.728,00 de multa aos cofres da prefeitura de Fundão por improbidade administrativa, decisão esta que cabe recurso em liberdade. Neste processo, a denúncia partiu do MPES em 2009 após auditoria do Tribunal de Contas do Estado, que levantou a suspeita do gasto irregular, em 2005, de R$ 25 mil em softwares para recursos humanos e administração, e de R$ 63 mil nos aditivos de aluguéis de três ambulâncias para atender pacientes da sede e de Praia Grande por nove meses. Na sentença, a conclusão sobre as ambulâncias é que "A culpabilidade é elevada, considerando que na situação em que o fato ocorreu era exigível da acusada um comportamento diverso, eis que trata-se de pessoa com experiência na vida pública, e é cristalina a vedação legal para a conduta praticada". No caso dos programas, a juíza deduz: "Entendo presente o dolo específico na conduta da acusada, pois era claro pelo próprio parecer jurídico que existiam outras empresas do ramo e não caberia a inexigibilidade da licitação [...]". Para a defesa, "Não houve má-fé ou dano ao erário. A ausência de licitação foi por questão de urgência e para dar continuidade a um serviço.", mas a juíza do processo, Glícia Mônica Dornela Alves Ribeiro, considera que os técnicos do Tribunal de Contas"analisaram apenas a legalidade dos contratos e das licitações".
Já em seu segundo mandato, em maio de 2013, Maria Dulce foi mais uma vez condenada improbidade administrativa, segundo a decisão da Justiça, quanto à contratação de ambulâncias sem licitação em 2005 e de professores sem concurso. A advogada e filha da prefeita declarou que recorreria: "Não houve má-fé. Temos argumentos para reverter."
A Justiça, por decisão da magistrada Glícia Mônica Dornela Alves Ribeiro, bloqueou em junho de 2013 os bens de Maria Dulce, de outras dez pessoas e de uma empresa de limpeza urbana, totalizando R$ 1,6 milhão, referente à suspeita de enriquecimento ilícito entre 2005 e 2008. A empresa também foi proibida de contratar com o poder público. Em nota ao jornal A Tribuna, Maria Dulce disse que:
| “ | [...] este é um processo ajuizado em 2008 e esta decisão inicial de recebimento da ação já era prevista, pois todos os magistrados neste momento processual preservam os direitos da sociedade, e como a própria juíza diz em sua manifestação, não existem provas de que os envolvidos tenham praticado o ato de improbidade administrativa. A certeza que temos é que, durante o momento da defesa, a legalidade e honestidade dos envolvidos serão devidamente demonstradas. | ” |

Ainda em junho de 2013, Maria Dulce foi absolvida, num dos processos relativos à locação de ambulâncias, pelos três desembargadores da Primeira Câmara Criminal do TJES que formavam o colegiado, cujo relator foi Sérgio Bizzotto. No mês seguinte, a juíza Glícia Mônica Dornela Alves Ribeiro condenou Maria Dulce a pagar multa de R$ 40 mil, pela contratação de um caminhão para carregar trilhos a serem usados em obras. A juíza constatou que não houve dano ao município ou enriquecimento ilícito, mas considerou a irregularidade no pagamento de R$ 18 mil pelo serviço, que não deveria ser superior a R$ 8 mil, valor máximo para contratações sem licitação. O valor da multa corresponde a cinco vezes o último pagamento à prefeita, tendo "função pedagógica". A advogada da prefeita disse que recorreria, e ressaltou a ausência de dolo ou má-fé reconhecida na sentença.
Em 7 de março de 2014, a juíza de Fundão, Glícia Mônica Dornela Alves Ribeiro, considerou inconstitucional a emenda 85 aprovada pela Assembleia Legislativa do Espírito Santo (Ales), que transferia julgamentos de improbidade administrativa contra prefeitos e deputados estaduais para o TJES. Dessa forma, Maria Dulce passaria a responder na comarca de Fundão à acusação de irregularidades na locação de veículos em agosto de 2007.
Em 26 de março de 2014, a Segunda Câmara Criminal do TJES julgou improcedente, por unanimidade, ação penal movida em novembro de 2009 pelo Ministério Público do Espírito Santo contra Maria Dulce, quanto a dispensa de licitação para locação de um veículo por 60 dias, prorrogáveis por outros 60, pelo valor de R$ 18 mil, ocorrida em 2007. O processo chegou ao TJES em novembro de 2013 devido ao foro privilegiado da chefe do Executivo. Segundo o desembargador relator, Sérgio Luiz Teixeira Gama, não há provas de dolo por parte de Maria Dulce.
O Tribunal de Contas do Espírito Santo decidiu, em setembro de 2014, que Maria Dulce deveria ressarcir o erário em 9.737,42 VRTEs (Valor de Referência do Tesouro Estadual), após auditoria verificar o gasto não justificado, em 2006 e 2007, com o abastecimento de 128 veículos que não pertenciam à frota da prefeitura nem atendiam a interesse público. Outros 522,00 VRTEs deveriam ser ressarcidos, devido ao pagamento de contas de telefonia celular de seu marido, que usava o serviço por ter sido secretário de Saúde, mas  continuou a fazer ligações pela linha telefônica paga com verbas públicas mesmo após ele deixar a pasta do Executivo. O TCE-ES determinou ainda à atual administração municipal que instaure uma Tomada de Contas Especial, a fim de estabelecer eventuais responsabilidades por danos, já que não existia lei que garantisse o pagamento de contas de telefones celulares a funcionários e secretários.
Em abril de 2016, o TJES absolveu Maria Dulce de acusação de improbidade administrativa no caso do convênio com fundação religiosa por falta de provas de dano ao erário e de dolo ou má-fé. Em 6 de junho do mesmo ano, Maria Dulce se tornou ré em processo por improbidade administrativa, após publicação de decisão, de agosto de 2015, do então juiz da juiz da 3ª Vara da Fazenda Pública Estadual, Jorge Henrique Valle dos Santos. Nela, o juiz admite que há provas suficientes para aceitar denúncia do Ministério Público do Espírito Santo, feita em setembro de 2009, relativa à contratação sem motivos para inexigência de licitação par show da banda Ministério de Louvor Quatro por Um, com base em relatório do Tribunal de Contas do Estado. À época da publicação da decisão, o jornal Folha do Litoral tentou ouvir a prefeita para que pudesse se defender, mas não houve resposta.